# Cynthia Plaster Caster
Cynthia Plaster Caster, rodným jménem Cynthia Albritton, (24. května 1947 – 21. dubna 2022) byla americká umělkyně. Narodila se v Chicagu a na konci šedesátých letech se zapojila do hnutí volné lásky. Po ukončení vysokoškolských studií začala vytvářet sádrové odlitky penisů různých osobností z hudební oblasti; mezi osobnosti patřili například Jimi Hendrix, Jello Biafra nebo Wayne Kramer. Píseň skupiny Kiss nazvaná „Plaster Caster“ pojednává právě o ní. V roce 2001 o ní byl natočen dokumentární film Plaster Caster. Roku 2010 kandidovala na post starosty Chicaga.